# Garfield schleicht durch die Stadt
Garfield schleicht durch die Stadt (engl.: Garfield on the Town) ist ein ursprünglich für den amerikanischen Fernsehsender CBS produzierter Zeichentrickfilm von 1983, der auf den Garfield-Comics von Jim Davis basiert. In deutscher Sprache wurde er anfangs auch unter dem Titel Garfield und die Krallen veröffentlicht.

## Handlung
Als John mit Garfield zum Tierarzt fahren will, fällt der dickliche Kater versehentlich aus dem Auto. Durch eine Unachtsamkeit verscherzt er es sich mit dem Anführer einer Bande verwilderter Straßenkatzen, die sich „die Krallen“ nennen. Bei der Flucht gelangt Garfield in ein leerstehendes, verkommenes Gebäude, das ihm seltsam vertraut vorkommt. Da erscheint eine Katze, die Garfield sofort als seine Mutter erkennt. Sie erklärt ihm auch, dass dies die Pizzeria war, in der er das Licht der Welt erblickte. Sie stellt ihm gleich seine Verwandten vor, die auch in dem Haus wohnen. Sein Großvater glaubt, dass er zu verweichlicht wäre, um hier zu überleben. Da erscheinen von draußen die Krallen und verlangen Garfields Auslieferung. Das können seine Verwandten aber nicht zulassen und so kommt es zum Kampf. Die Krallen werden in die Flucht geschlagen und Garfield, der den ganzen Kampf über zitternd zusammengekauert am Boden lag, sieht ein, dass er als Hauskatze hier nicht hingehört und geht weg. Als es zu regnen beginnt und er müde zusammenbricht, findet ihn John, der ihn zusammen mit seinem Hund Odie im Auto gesucht hat und bringt ihn mit heim. Als Garfield am nächsten Morgen erwacht, glaubt er, alles geträumt zu haben. Da sieht er im Spiegel einen Schatten am Fenster. Als er dann seine Mutter hinter der Hecke verschwinden sieht, erkennt er glücklich, dass es wahr war.

## Lieder
- Just another crazy day
- Garfield is here
- Home again
- We’re bad

## Produktion und Veröffentlichung
Der Film entstand bei den Studios United Media Productions, Lee Mendelson Film Productions und Bill Melendez Productions; Regie führte Phil Roman. Auf Grundlage der Comics von Jim Davis schrieb Lorenzo Music das Drehbuch. Als Produzenten waren Bill Melendez und Lee Mendelson verantwortlich. Die Musik stammt von Ed Bogas und Desirée Goyette und für den Schnitt waren Richard C. Allen, Roger Donley und Michael Tomack zuständig. Evert Brown und Utit Choomuang waren verantwortlich für das Design.
Der Film wurde erstmals am 28. Oktober 1983 bei CBS gezeigt. Er erschien auch auf VHS und DVD. Eine deutsche Fassung erschien 2005 als Garfield und die Krallen zusammen mit anderen Kurzfilmen auf der DVD Garfield – Wie er leibt und lebt.

## Synchronisation
| Rolle               | Englische Sprecher |
| ------------------- | ------------------ |
| Garfield            | Lorenzo Music      |
| Jon Arbuckle        | Thom Huge          |
| Ràoul               | George Wendt       |
| Odie / Ali Cat      | Gregg Berger       |
| Garfields Mutter    | Sandi Huge         |
| Dr. Liz Wilson      | Julie Payne        |
| Garfields Großvater | C. Lindsay Workman |

## Auszeichnungen
- 1984: Primetime Emmy Award, Outstanding Animated Program (Less than an hour)